# Kirané Kaniaga
Kirané Kaniaga is een gemeente (commune) in de regio Kayes in Mali. De gemeente telt 35.000 inwoners (2009).
De gemeente bestaat uit de volgende plaatsen:
- Bougoudiré
- Foncoura
- Hamdallaye
- Kersignané
- Kindedji
- Kirané
- Korampo
- Lakanguémou
- Manthia
- Waïkanou